# Automatic Computing Engine
L'Automatic Computing Engine (ACE) fu il primo computer elettronico sviluppato nel Regno Unito, progettato da Alan Turing nel 1946.
Il 19 febbraio 1946 Turing presentò al comitato esecutivo del National Physical Laboratory (NPL) un documento nel quale delineava il primo progetto di un computer con programma caricabile. A differenza della maggior parte dei primi computer, come l'EDVAC di John von Neumann, quello di Turing era un progetto indipendente da ogni organizzazione militare. Turing nel 1936 aveva pubblicato il progetto di una macchina universale, un'astrazione teorica di ogni computer, che è nota come macchina di Turing universale.
Nel 1945 l'Università della Pennsylvania costruì il computer ENIAC, un progetto sviluppato da John Mauchly e John Presper Eckert, che eseguiva un programma cablato nell'hardware, e che quindi non poteva essere modificato senza alterare la macchina. L'EDVAC, a differenza dell'ENIAC, poteva caricare un programma esterno; von Neumann dichiarò comunque di non aver letto il lavoro di Turing sulla macchina universale, nel quale si prevedeva l'uso di un nastro perforato per inserire il programma nel calcolatore.
Il sistema ACE aveva parole di 48 bit, utilizzava come memoria delle linee di ritardo e conteneva circa 7.000 valvole termoioniche, poche rispetto alle 17.486 utilizzate dall'ENIAC. L'ENIAC utilizzava anche 70.000 resistenze, 10.000 capacità e aveva 5 milioni di giunzioni saldate; era quindi molto più grande e soggetto a guasti.
Il documento di Turing sull'ACE includeva diagrammi dettagliati sui circuiti logici e ne stimava il costo in 11.200 sterline.  L'ACE gestiva un primitivo linguaggio di programmazione chiamato Abbreviated Computer Instructions e, a differenza dell'EDVAC, prevedeva anche l'uso di subroutine. Per via di difficoltà tecniche, la prima versione dell'ACE costruita fu il Pilot ACE, una versione ridotta del progetto ACE. La versione completa dell'ACE venne costruita verso al fine del 1950 e operò fino alla fine del 1957, quando divenuto troppo obsoleto venne dismesso.